# Fior Dafin Mureșanu
Fior Dafin Mureșanu (n. 1962) este un medic neurolog român, membru corespondent al Academiei Române (30 mai 2019).